# 8-а гвардейска стрелкова дивизия „Панфилов“
8-а гвардейска стрелкова дивизия „Панфилов“ (на руски: 8-я гвардейская Панфиловская дивизия) е военна дивизия от въоръжените сили на Киргизстан. Тя е основана през 1941 като 316-а стрелкова дивизия на Червената армия. Пълното ѝ название на руски език е 8-я гвардейская Идрицко-Режицкая Боевого Красного Знамени и ордена Суворова, имени Героя Советского Союза генерал-майора Ивана Васильевича Панфилова.

## Създаване
Дивизията е създадена през 1941 в Туркестанския военен окръг като 316-а стрелкова с щаб в Алма Ата. В състава ѝ тогава са включени 1073-ти, 1075-и и 1077-и стрелкови полка, и 857-и артилерийски полк. За неин командир е назначен генерал-майор Иван Василиевич Панфилов, военен комисар на Киргизката ССР.
Основните попълнения идват от Алма Ата и Фрунзе (сега Бишкек).

## Битка за Москва и Втора световна война
В хода на войната срещу Нацистка Германия, 316-а стрелкова дивизия бързо е изпратена на Източния фронт на европейския театър на бойните действия и е включена в 16-а армия. Дивизията се оказва в главното направление на вражеския удар срещу Москва, заради което е подсилена с два артилерийски и един танков полк. Отбранителната ѝ полоса на фронта е необичайно дълга – над 42 километра, докато стандартът за дивизия е 8 – 12 километра според постановленията от 1939 г.
На десния фланг, където се очакват най-малко сражения, е разположен 1077-и стрелкови полк под командването на майор З. Шехтман. Този полк не успява да довърши обучението си и е най-слабо подготвен, което е причината Панфилов да го сложи в периферията на очаквания удар. В центъра на дивизията е разположен 1073-ти стрелкови полк, а в непосредствена близост се разполага един от добавените артилерийски полкове, въоръжен с 45-милиметрови противотанкови оръдия. На левия фланг се разполагат 1075-и стрелкови полк под полковник И. Капров, артилерийски полк със 76-милиметрови оръдия и батарея с четири 85-милиметрови зенитни оръдия. Изначалният 857-и артилерийски полк е поделен между трите стрелкови полка – по един оръдеен дивизион за всеки. По този начин на всеки един километър от фронта се падат не по-повече от три оръдия. Поддръжката се състои от един сапьорски батальон, танкова рота с два Т-34 и два леки танка, и 1-ва гвардейска танкова бригада край Мценск. Очакваният удар е от дивизии на 4-та танкова група на Вермахта.
Немският удар започва на 16 ноември. Вермахтът напада с 2-ра танкова дивизия в центъра, 11-а танкова дивизия по левия фланг, 252-ра силезка пехотна (в поддръжка на 5-а танкова дивизия) напада десния фланг. Съветските части водят тежки сражения с германските войски, и в рамките на четири дни, от 16 до 20 ноември, успяват да спрат настъплението на двете танкови и пехотна дивизии. Войниците от 316-а дивизия проявяват голям героизъм, за което дивизията е означена като „8-а гвардейска“, и е наречена на своя командир – „Панфиловска“. Командващият 4-та танкова група Ерих Хьопнер пише към командира на група армии „Център“ Федор фон Бок, че 316-а стрелкова е „дивашка дивизия, воюваща в нарушение на всички правила за водене на битка, а войниците ѝ не се дават в плен, проявяват извънреден фанатизъм и нямат страх от смъртта“. Съветската преса публикува историята за 28-те панфиловци от 1075-и полк, загинали на 16 ноември в бой след като унищожават 18 немски танка. След ВСВ на 10 май 1948 г. е публикуван официален документ, потвърждаващ, че описаните събития са лъжливи. Руският Държавен архив потвърди, че легендарен бой с нацистите е пълна измислица (публикувано в Дневник 09.07.2015 г.)

## Нова история
След разпада на Съветския съюз дивизията остава на територията на Киргизстан. През 2003 г. е разформирована, но на 11 юли 2011, точно 70 години след първоначалното си създаване, дивизията е формирована наново с щаб в град Токмок.